# Madonna col Bambino tra i santi Caterina d'Alessandria e Giacomo
La Madonna col Bambino tra i santi Caterina d'Alessandria e Giacomo maggiore è un dipinto a olio su tela (95,5x69,5 cm) di Lorenzo Lotto, databile al 1527 circa e conservato nel Kunsthistorisches Museum di Vienna.

## Storia
L'opera è nota solo dal 1660, quando il Boschini nella sua Carta del navigar pittoresco la citò, già a Vienna nelle collezioni asburgiche, come "Quadro che è un vero razo de splendor [...], ben singular penelo, e memorando!". Egli la assegnava a Palma il Vecchio, dicendolo per sbaglio bergamasco, tutto sommato non sbagliando troppo l'attribuzione poiché si tratta di una composizione ripresa da Palma.
Probabilmente era stata realizzata per la devozione privata poco l'arrivo a Venezia di Lotto.

## Descrizione e stile
In un paesaggio campestre, all'ombra di un albero, la Vergine col Bambino sta seduta informalmente, vicino a santa Caterina d'Alessandria, con un libro in mano (si riconosce per le vesti principesche e la ruota dentata spezzata appena visibili tra lei e Maria), e san Giacomo maggiore, con il bastone da pellegrino e in posizione orante, mentre dietro di lei un giovane e sensuale angelo la incorona con una ghirlanda di foglie e fiori.
La cromia ridotta, gli ampi panneggi, la vivacità di movimenti e gesti mostrano il ritorno di Lotto negli alvei della pittura veneziana, dopo il lungo soggiorno lombardo, mantenendo comunque il dinamismo delle luci e il libero accostamento dei toni, senza allinearsi troppo al placido sentimento elegiaco dei seguaci di Giorgione e Tiziano, ma cercando comunque un colore sontuoso e un tono aulico, in grado di soddisfare i committenti.
L'opera, che mostra una qualità pittorica straordinaria, si distacca però dalle composizioni piramidali alla Palma, con figure più dinamiche e inquiete, traccianti una fitta rete di linee diagonali immaginarie, con guizzi luminosi improvvisi e panneggi dalle linee inquiete (come nella setosa veste dell'angelo).